# نظرية التعقيد الكمومي
نظرية التعقيد الكمومي (بالإنجليزية: Quantum complexity theory)‏ هي الحقل الفرعي لنظرية التعقيد الحسابي التي تتعامل مع فئات التعقيد المحددة باستخدام أجهزة الحاسوب الكمومية، وهو نموذج حسابي يعتمد على ميكانيكا الكم. يدرس صلابة المشكلات الحسابية فيما يتعلق بفئات التعقيد هذه، وكذلك العلاقة بين فئات التعقيد الكمومية وفئات التعقيد الكلاسيكية (أي غير الكمومية).
فئتان مهمتان من فئات التعقيد الكمومي هما BQP وQMA.